# جورج تايلور
جورج تايلور (بالإنجليزية: George Taylor)‏ (و. 1904 – 1993 م) هو عالم نبات، من المملكة المتحدة، ولد في إدنبرة، كان عضوًا في الجمعية الملكية، توفي عن عمر يناهز 89 عاماً.

## التعليم
تعلم في جامعة إدنبرة، وGeorge Heriot's School ‏.

## جوائز
حصل على جوائز منها:
- زميل في الجمعية الملكية.